# Myasthenia gravis
Myasthenia gravis (även stavat myastenia gravis och förkortat MG) eller myasteni, är en neuromuskulär sjukdom som kännetecknas av svaghet i skelettmuskulatur. Sjukdomen är autoimmun och leder till nedbrytning av acetylkolinreceptorer i nervcellsklyftan (synapsen). Resultatet blir att acetylkolin inte förmår att alstra den ändring i membranpotentialen som är nödvändig för att ge en muskelsammandragning. När acetylkolin inte längre kan fungera som transmittor kommer inte nerven att fungera längre, vilket i sin tur leder till att muskeln inte kan dras samman.

## Symtom
Det karakteristiska för sjukdomen är fysisk uttröttbarhet, det vill säga att muskelstyrkan till en början är normal eller nästan normal men efterhand minskar som patienten använder sina muskler. Vanliga symtom är muskelsvaghet i huvudets muskler som kan ge dubbelseende (diplopi), ptos (hängande ögonlock) och sluddrigt tal. Svaghet i större muskelgrupper kan ge svårigheter att gå i trappor eller hålla ut armarna.

## Epidemiologi
Sjukdomen är inte direkt ärftlig men som med de flesta autoimmuna sjukdomar existerar det troligtvis en ärftlig faktor som predisponerar för sjukdomen. Kombinationen av arvsanlag och miljöfaktorer lägger grunden för sjukdomen. Det är en sällsynt sjukdom och man beräknar att cirka 1 300 personer har myastenia gravis i Sverige.

## Behandling
Det finns ingen botande behandling mot myasteni, men symptomen kan behandlas med acetylkolinesterashämmare, en typ av läkemedel som ökar mängden acetylkolin i synapsen. Många blir också bättre om brässen (thymus), en körtel bakom bröstbenet, opereras bort. I svårare fall använder man sig av olika former av läkemedel som påverkar immunförsvaret.